# Roger Coggio
 (novembre 2019).
Roger Coggio est un réalisateur et comédien français, né le 11 mars 1934 à Lyon et mort le 20 octobre 2001 à Bobigny.

## Biographie
Membre de la troupe du TNP de Jean Vilar, il réalisa notamment l'adaptation des Fourberies de Scapin de Molière,.
Il partagea la vie de Pascale Audret, Élisabeth Huppert et Fanny Cottençon, avec qui il eut un fils Maxime, né en 1990 . Il a également une fille née avant son fils, Jessica Coggio.
Il meurt d'un cancer le 20 octobre 2001 à Bobigny, à l'âge de 67 ans. Il est inhumé au cimetière du Plessis-Luzarches (Val-d'Oise).

## Filmographie

### Acteur
- 1952 : Le Chemin de Damas de Max Glass
- 1953 : Avant le déluge d'André Cayatte
- 1954 : Les Fruits de l'été de Raymond Bernard
- 1955 : Le Pain vivant de Jean Mousselle
- 1956 : Pardonnez nos offenses de Robert Hossein
- 1957 : Marchands de filles de Maurice Cloche
- 1957 : Donnez-moi ma chance de Léonide Moguy
- 1958 : Du côté de la côte - court métrage - d'Agnès Varda - Uniquement la voix
- 1959 : Marie Stuart (de Friedrich Schiller), téléfilm de Stellio Lorenzi : Mortimer
- 1959 : Macbeth, de Claude Barma (TV) : Malcolm
- 1959 :  Le Tapis volant d'Arié Mambouch, court métrage d'animation - Seulement la voix
- 1960 : L'Histoire dépasse la fiction, épisode Lorenzino de Médicis (TV) : Lorenzo de Médicis
- 1961 : Les Petits Matins ou Mademoiselle stop de Jacqueline Audry
- 1961 : Cadavres en vacances de Jacqueline Audry
- 1962 : Les Carabiniers de Jean-Luc Godard
- 1962 : Une mauvaise nuit - court métrage - de Louis Seguin
- 1962 : La Naturalisée - court métrage - d'Alain Cuniot
- 1963 : Le Journal d'un fou de Roger Coggio
- 1963 : Un honnête homme - court métrage - d'Ado Kyrou - Seulement la voix
- 1965 : La Femme fleur - court métrage, d'animation - de Jan Lenica - Seulement la voix
- 1967 : Fruits amers de Jacqueline Audry
- 1968 : Une histoire immortelle (The immortal story)  d'Orson Welles
- 1969 : Maldonne de Sergio Gobbi
- 1969 : Le Temps des loups de Sergio Gobbi
- 1971 : Chronique d'un couple de Roger Coggio
- 1973 : La Dernière Bourrée à Paris de Raoul André
- 1973 : Belle d'André Delvaux
- 1973 : Le Protecteur de Roger Hanin
- 1974 : Commissariat de nuit (Commissarioto di notturna) de Guido Leoni
- 1975 : Les Noces de porcelaine de Roger Coggio
- 1976 : Silence... on tourne ! de Roger Coggio
- 1978 : On peut le dire sans se fâcher ou La Belle Emmerdeuse de Roger Coggio
- 1978 : Venise - court métrage - de Sergio Gobbi - Seulement la voix
- 1979 : C'est encore loin l'Amérique ? de Roger Coggio
- 1980 : Les Fourberies de Scapin de Roger Coggio
- 1982 : Le Bourgeois gentilhomme de Roger Coggio
- 1984 : Les Fausses Confidences de Daniel Moosmann
- 1985 : Monsieur de Pourceaugnac de Michel Mitrani
- 1985 : Rue du départ de Tony Gatlif
- 1987 : Le Journal d'un fou de Roger Coggio
- 1989 : La Folle Journée ou le mariage de Figaro de Roger Coggio
- 1998 : Je suis vivante et je vous aime de Roger Kahane

### Réalisateur
- 1963 : Le Journal d'un fou
- 1971 : Chronique d'un couple - Film resté inédit
- 1975 : Les Noces de porcelaine
- 1976 : Silence... on tourne !
- 1978 : On peut le dire sans se fâcher ou La Belle Emmerdeuse
- 1978 : Venise (court métrage)
- 1979 : C'est encore loin l'Amérique ?
- 1980 : Les Fourberies de Scapin
- 1982 : Le Bourgeois gentilhomme
- 1987 : Le Journal d'un fou
- 1989 : La Folle Journée ou le mariage de Figaro

## Doublage

### Films
- 1975 : Vol au-dessus d'un nid de coucou : Frederickson (Vincent Schiavelli)

Il effectua quelques doublages, notamment le tueur en série le Scorpion Andrew Robinson dans L'Inspecteur Harry.

## Théâtre
- 1955 : Venise sauvée de Morvan Lebesque, mise en scène René Lafforgue, Festival International d'Art Dramatique au Théâtre Hébertot
- 1955 : Les Fiancés de la Seine de Morvan Lebesque, mise en scène René Lafforgue, Théâtre Charles de Rochefort, Théâtre Hébertot
- 1955 : Le Prince d'Égypte de Christopher Fry, mise en scène Marcelle Tassencourt, Théâtre du Vieux-Colombier
- 1956 : Soledad de Colette Audry, mise en scène François Perrot, Poche Montparnasse
- 1957 : Henri IV de Luigi Pirandello, mise en scène Jean Vilar, TNP Festival d'Avignon, Théâtre de Chaillot
- 1957 : Meurtre dans la cathédrale de Thomas Stearns Eliot, mise en scène Jean Vilar, TNP Festival d'Avignon
- 1958 : Lorenzaccio d'Alfred de Musset, mise en scène Gérard Philipe, TNP Festival d'Avignon
- 1958 : Œdipe d'André Gide, mise en scène Jean Vilar, TNP, Festival de Bordeaux, Festival d'Avignon
- 1959 : Meurtre dans la cathédrale de Thomas Stearns Eliot, mise en scène Jean Vilar, TNP Festival d'Avignon
- 1960 : Le Prince de l'Escurial de Kurt Becsi, mise en scène Roger Coggio, Théâtre de l'Alliance française
- 1960 : Hamlet de William Shakespeare, mise en scène Claude Barma, Grand Théâtre de la Cité Carcassonne
- 1960 : Soledad de Colette Audry, mise en scène François Perrot, Poche Montparnasse
- 1963 : Le Journal d'un fou de Nicolas Gogol, mise en scène François Perrot et Roger Coggio, Théâtre des Mathurins, Théâtre Hébertot
- 1964 : Le Journal d'un fou de Nicolas Gogol, mise en scène François Perrot et Roger Coggio, Théâtre Edouard VII
- 1965 : Le Journal d'un fou de Nicolas Gogol, mise en scène François Perrot et Roger Coggio, Théâtre de la Gaîté-Montparnasse
- 1970 : L'Homme qui se donnait la comédie, d'Emlyn Williams, Théâtre de l’Athénée

## Source bibliographique
- Yvan Foucart, Dictionnaire des comédiens français disparus, Mormoiron : Éditions cinéma, 2008, 1185 p.  (ISBN 978-2-9531-1390-7).